# Cúp quốc gia Scotland 1996–97
```
Cúp quốc gia Scotland
 1996–97
 là mùa giải thứ 112 của giải đấu bóng đá loại trực tiếp uy tín nhất Scotland. Chức vô địch thuộc về 
Kilmarnock
 khi đánh bại 
Falkirk
 trong trận Chung kết.
```

## Vòng Một
| Đội nhà            | Tỉ số | Đội khách                 |
| ------------------ | ----- | ------------------------- |
| Huntly (HL)        | 1 – 1 | Clyde (3)                 |
| Alloa Athletic (4) | 3 – 1 | Hawick Royal Albert (SSL) |
| Elgin City (HL)    | 0 – 3 | Whitehill Welfare (ESL)   |
| Albion Rovers (4)  | 0 – 0 | Forfar Athletic (4)       |

### Đấu lại
| Đội nhà             | Tỉ số          | Đội khách         |
| ------------------- | -------------- | ----------------- |
| Clyde (3)           | 3 – 2 (a.e.t.) | Huntly (HL)       |
| Forfar Athletic (4) | 4 – 0          | Albion Rovers (4) |

## Vòng Hai
| Đội nhà            | Tỉ số | Đội khách           |
| ------------------ | ----- | ------------------- |
| Berwick Rangers    | 2 – 1 | Peterhead           |
| Queen’s Park       | 2 – 1 | Gala Fairydean      |
| Ayr United         | 0 – 2 | Clyde               |
| East Stirlingshire | 4 – 3 | Brora Rangers       |
| Spartans           | 0 – 0 | Arbroath            |
| Whitehill Welfare  | 2 – 3 | Queen of the South  |
| Brechin City       | 2 – 1 | Livingston          |
| Cowdenbeath        | 1 – 0 | Dumbarton           |
| Forfar Athletic    | 0 – 1 | Alloa Athletic      |
| Ross County        | 3 – 0 | Montrose            |
| Stenhousemuir      | 1 – 2 | Hamilton Academical |
| Stranraer          | 1 – 1 | Inverness CT        |

### Đấu lại
| Đội nhà      | Tỉ số                       | Đội khách |
| ------------ | --------------------------- | --------- |
| Arbroath     | 3 – 0                       | Spartans  |
| Inverness CT | 0 – 0 (a.e.t.) 4 – 3 (pen.) | Stranraer |

## Vòng Ba
| Đội nhà              | Tỉ số | Đội khách           |
| -------------------- | ----- | ------------------- |
| Hibernian            | 2 – 2 | Aberdeen            |
| Airdrieonians        | 1 – 4 | Raith Rovers        |
| Clydebank            | 0 – 5 | Celtic              |
| Arbroath             | 2 – 2 | Greenock Morton     |
| Clyde                | 3 – 1 | St Mirren           |
| Dundee               | 3 – 1 | Queen of the South  |
| Dunfermline Athletic | 4 – 0 | Ross County         |
| Falkirk              | 1 – 1 | Berwick Rangers     |
| Hearts               | 5 – 0 | Cowdenbeath         |
| Inverness CT         | 1 – 3 | Hamilton Academical |
| Kilmarnock           | 2 – 0 | East Stirlingshire  |
| Partick Thistle      | 0 – 2 | Motherwell          |
| Queen’s Park         | 1 – 3 | East Fife           |
| Rangers              | 2 – 0 | St Johnstone        |
| Stirling Albion      | 0 – 2 | Dundee United       |
| Brechin City         | 3 – 0 | Alloa Athletic      |

### Đấu lại
| Đội nhà         | Tỉ số                       | Đội khách |
| --------------- | --------------------------- | --------- |
| Aberdeen        | 0 – 0 (a.e.t.) 3 – 5 (pen.) | Hibernian |
| Greenock Morton | 4 – 0                       | Arbroath  |
| Berwick Rangers | 1 – 2                       | Falkirk   |

## Vòng Bốn
| Đội nhà         | Tỉ số | Đội khách            |
| --------------- | ----- | -------------------- |
| Hibernian       | 1 – 1 | Celtic               |
| Hearts          | 1 – 1 | Dundee United        |
| Brechin City    | 1 – 2 | Raith Rovers         |
| Clyde           | 0 – 1 | Kilmarnock           |
| Falkirk         | 2 – 1 | Dunfermline Athletic |
| Greenock Morton | 2 – 2 | Dundee               |
| Motherwell      | 1 – 1 | Hamilton Academical  |
| Rangers         | 3 – 0 | East Fife            |

### Đấu lại
| Đội nhà             | Tỉ số          | Đội khách       |
| ------------------- | -------------- | --------------- |
| Dundee              | 0 – 1 (a.e.t.) | Greenock Morton |
| Celtic              | 2 – 0          | Hibernian       |
| Hamilton Academical | 0 – 2          | Motherwell      |
| Dundee United       | 1 – 0          | Hearts          |

## Tứ kết
| Đội nhà         | Tỉ số | Đội khách    |
| --------------- | ----- | ------------ |
| Dundee United   | 4 – 1 | Motherwell   |
| Falkirk         | 2 – 0 | Raith Rovers |
| Greenock Morton | 2 – 5 | Kilmarnock   |
| Celtic          | 2 – 0 | Rangers      |

## Bán kết
| Celtic      | 1 – 1 | Falkirk   |
| ----------- | ----- | --------- |
| Johnson 66' |       | James 82' |

| Kilmarnock | 0 – 0 | Dundee United |
| ---------- | ----- | ------------- |
|            |       |               |

### Đấu lại
| Kilmarnock   | 1 – 0 | Dundee United |
| ------------ | ----- | ------------- |
| McIntyre 86' |       |               |

| Celtic | 0 – 1 | Falkirk       |
| ------ | ----- | ------------- |
|        |       | McGrillen 19' |

## Chung kết
| Kilmarnock | 1 – 0 | Falkirk |
| ---------- | ----- | ------- |
| Wright 20' |       |         |